# カルロス・トーレス
カルロス・エフリアム・トーレス（Carlos Ephriam Torres, 1982年10月22日 - ）は、アメリカ合衆国カリフォルニア州サンタクルーズ郡サンタクルーズ出身の元プロ野球選手（投手）。右投右打。
愛称はスペイン語で肉屋を意味するエル・カルニセーロ（El Carnicero）。

## 経歴

### プロ入りとホワイトソックス時代
2004年のMLBドラフト15巡目（全体449位）でシカゴ・ホワイトソックスから指名され、プロ入り。
AAA級シャーロット・ナイツ在籍時の2009年6月18日に5イニングではあるが完全試合を達成した。7月22日のタンパベイ・レイズ戦でメジャーデビュー。9月3日のシカゴ・カブス戦で初勝利を挙げた。

### 巨人時代

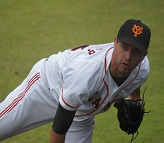
読売ジャイアンツ時代
(2011年6月18日)

2010年11月9日に読売ジャイアンツと1年契約を結んだ。
2011年、外国人投手枠の関係もあり開幕一軍は逃したものの、二軍で4試合3勝と結果を出し、4月17日にセス・グライシンガーとの入れ替えで一軍昇格を果たした。3試合目の先発となった5月8日の中日ドラゴンズ戦では4回2/3を投げて6失点で初黒星を喫した。ファームでは14試合の登板で7勝3敗、防御率2.54、WHIP1.05の成績を残したが、一軍では6試合の登板に終わり、シーズン終了後に自由契約となった。

### ロッキーズ時代
2011年12月20日にコロラド・ロッキーズとマイナー契約を結んだ。
2012年、開幕をマイナーで迎えるも、5月にメジャー昇格。8月12日にサンフランシスコ・ジャイアンツ戦でキャリア初打点を記録した。後半戦は75球制限を課して4人ローテーションを組んだ先発陣を救援するピギーバック（ハイブリッド）投手として起用され、4勝を挙げた。

### メッツ時代
2012年11月20日にニューヨーク・メッツとマイナー契約を結んだ。
2013年は33試合に登板し、うち9試合では先発として投げた。4勝6敗、防御率3.44、WHIP1.11という安定した成績を記録、特にリリーフでは力を発揮して防御率1.47を記録した。
2014年はほぼリリーフ専任となった。同年は73試合に投げ、制球面や変化球の試行等で8月に調子を落としたものの、8勝6敗2セーブ、防御率3.06、97.0イニングで11被本塁打、96奪三振という好成績を残した。
2015年は、8月1日にヨエニス・セスペデスの加入により背番号を72に変更した。レギュラーシーズンでは59試合に登板し、通算200試合登板を達成。しかし、やや低調であり5勝6敗、防御率4.68という成績に終わった。
2016年1月22日にアントニオ・バスタルドの加入に伴ってDFAとなった。2月1日にウェイバー公示を経てFAとなった。

### ブレーブス傘下時代
2016年2月10日にアトランタ・ブレーブスとマイナー契約を結んだが、3月31日に自由契約となった。

### ブルワーズ時代
2016年4月2日にミルウォーキー・ブルワーズと1年契約を結んだ。同年はリリーフ陣の中心的存在となり、チームトップの72試合に登板。3勝3敗2セーブ、防御率2.73、WHIP1.15という好成績を残した。
2017年はシーズン開幕前の2月8日に第4回ワールド・ベースボール・クラシック（WBC）のメキシコ代表に選出された。シーズンでは67試合に登板したが、防御率4.21、WHIP1.52と成績は前年よりも低下した。オフの11月3日にFAとなった。

### インディアンス傘下時代
2018年2月20日にクリーブランド・インディアンスとマイナー契約を結び、スプリングトレーニングに招待選手として参加することになったが、3月24日に自由契約となった。

### ナショナルズ時代
2018年3月30日にワシントン・ナショナルズとマイナー契約を結んだ。開幕は傘下のAAA級シラキュース・チーフスで迎え、4月20日にメジャー契約を結んでアクティブ・ロースター入りした。5月23日にDFAとなり、25日にマイナー契約でAAA級シラキュースへ配属された。レギュラーシーズン終了後の10月2日にFAとなった。

### パドレス傘下時代
2019年1月20日にサンディエゴ・パドレスとマイナー契約を結び、スプリングトレーニングに招待選手として参加することになった。シーズンでは開幕から傘下のAAA級エル・パソ・チワワズでプレーしていたが、5月16日に自由契約となった。

### タイガース時代
2019年5月26日にデトロイト・タイガースとマイナー契約を結び、30日に傘下のAAA級トレド・マッドヘンズへ配属された。6月9日にメジャー契約を結んでアクティブ・ロースター入りした。6月22日にDFAとなり、24日にFAとなった。

### ツインズ傘下時代
2019年6月25日にミネソタ・ツインズとマイナー契約を結び、傘下のAAA級ロチェスター・レッドウイングスへ配属された。7月24日にメジャー契約を結んでアクティブ・ロースター入りした。しかし、登板することなく、7月28日にセルジオ・ロモの加入に伴ってDFAとなり、30日に自由契約となった。

### ジャイアンツ傘下時代
2019年8月5日にサンフランシスコ・ジャイアンツとマイナー契約を結んだ。

### メキシカンリーグ時代
2020年3月24日にメキシカンリーグのティフアナ・ブルズと契約。しかし、新型コロナウイルスの感染拡大の影響でシーズン中止となったため、公式戦での出場は無かった。オフはメキシコウィンターリーグ（LMP）のトマテロス・デ・クリアカンでプレーし、カリビアンシリーズにも出場している。
2021年もティファナに所属し、16試合に登板して1勝0敗、防御率1.71の成績を残した。
2022年もティファナに所属したが、1試合も登板することはなかった。オフの12月10日に現役引退が発表された。

## 投球スタイル
最速95mph（約153km/h）の速球とキレのあるカッター、縦のカーブが持ち味だが、制球に課題を抱える。

## 人物
『牛角』の大ファンで、中でもカルビスープがお気に入り。ニューヨークには（2014年現在）『牛角』が4店舗存在するが、カルビスープがメニューに有るのは1店舗のみのため、メッツ時代わざわざカルビスープがある店まで通っていたという。同僚だったビック・ブラックを付き合わせることも多かった。

## 詳細情報

### 年度別投手成績
| 年 度     | 球 団     | 登 板 | 先 発 | 完 投 | 完 封 | 無 四 球 | 勝 利 | 敗 戦 | セ 丨 ブ | ホ 丨 ル ド | 勝 率 | 打 者 | 投 球 回 | 被 安 打 | 被 本 塁 打 | 与 四 球 | 敬 遠 | 与 死 球 | 奪 三 振 | 暴 投 | ボ 丨 ク | 失 点 | 自 責 点 | 防 御 率 | W H I P |
| --------- | --------- | ----- | ----- | ----- | ----- | -------- | ----- | ----- | -------- | ----------- | ----- | ----- | -------- | -------- | ----------- | -------- | ----- | -------- | -------- | ----- | -------- | ----- | -------- | -------- | ------- |
| 2009      | CWS       | 8     | 5     | 0     | 0     | 0        | 1     | 2     | 0        | 0           | .333  | 130   | 28.1     | 30       | 5           | 17       | 2     | 2        | 22       | 0     | 0        | 20    | 19       | 6.04     | 1.66    |
| 2010      | CWS       | 5     | 1     | 0     | 0     | 0        | 0     | 1     | 0        | 0           | .000  | 71    | 13.2     | 23       | 2           | 9        | 1     | 0        | 13       | 0     | 0        | 13    | 13       | 8.56     | 2.34    |
| 2011      | 巨人      | 6     | 6     | 0     | 0     | 0        | 1     | 2     | 0        | 0           | .333  | 121   | 27.1     | 31       | 4           | 11       | 0     | 1        | 19       | 2     | 2        | 19    | 19       | 6.26     | 1.54    |
| 2012      | COL       | 31    | 0     | 0     | 0     | 0        | 5     | 3     | 0        | 1           | .625  | 231   | 53.0     | 49       | 2           | 26       | 1     | 4        | 42       | 6     | 0        | 31    | 31       | 5.26     | 1.42    |
| 2013      | NYM       | 33    | 9     | 0     | 0     | 0        | 4     | 6     | 0        | 3           | .400  | 352   | 86.1     | 79       | 15          | 17       | 1     | 4        | 75       | 4     | 1        | 34    | 33       | 3.44     | 1.11    |
| 2014      | NYM       | 73    | 1     | 0     | 0     | 0        | 8     | 6     | 2        | 12          | .571  | 405   | 97.0     | 89       | 11          | 38       | 4     | 2        | 96       | 6     | 0        | 35    | 33       | 3.06     | 1.31    |
| 2015      | NYM       | 59    | 0     | 0     | 0     | 0        | 5     | 6     | 0        | 11          | .455  | 243   | 57.2     | 61       | 5           | 18       | 6     | 0        | 48       | 5     | 0        | 32    | 30       | 4.68     | 1.37    |
| 2016      | MIL       | 72    | 0     | 0     | 0     | 0        | 3     | 3     | 2        | 20          | .500  | 339   | 82.1     | 65       | 8           | 30       | 3     | 4        | 78       | 1     | 1        | 26    | 25       | 2.73     | 1.15    |
| 2017      | MIL       | 67    | 0     | 0     | 0     | 0        | 4     | 4     | 1        | 13          | .500  | 322   | 72.2     | 78       | 10          | 33       | 1     | 3        | 56       | 4     | 0        | 37    | 34       | 4.21     | 1.52    |
| 2018      | WSH       | 10    | 0     | 0     | 0     | 0        | 0     | 0     | 0        | 0           |       | 41    | 9.2      | 9        | 3           | 3        | 0     | 1        | 9        | 0     | 0        | 7     | 7        | 6.52     | 1.24    |
| 2019      | DET       | 4     | 0     | 0     | 0     | 0        | 0     | 0     | 0        | 0           |       | 29    | 6.0      | 9        | 2           | 1        | 0     | 1        | 8        | 1     | 0        | 5     | 5        | 7.50     | 1.67    |
| MLB：10年 | MLB：10年 | 362   | 16    | 0     | 0     | 0        | 30    | 31    | 5        | 60          | .492  | 2163  | 506.2    | 492      | 63          | 192      | 19    | 21       | 447      | 27    | 2        | 240   | 230      | 4.09     | 1.35    |
| NPB：1年  | NPB：1年  | 6     | 6     | 0     | 0     | 0        | 1     | 2     | 0        | 0           | .333  | 121   | 27.1     | 31       | 4           | 11       | 0     | 1        | 19       | 2     | 2        | 19    | 19       | 6.26     | 1.54    |

### 記録
NPB
- 初登板・初先発：2011年4月20日、対阪神タイガース2回戦（阪神甲子園球場）、6回2失点
- 初奪三振：同上、4回裏にジェイソン・スタンリッジから見逃し三振
- 初勝利・初先発勝利：2011年7月28日、対横浜ベイスターズ9回戦（東京ドーム）、5回2失点

### 背番号
- 60（2009年）
- 52（2010年、2013年 - 2015年途中）
- 42（2011年）
- 59（2012年、2016年 - 2018年）
- 72（2015年途中 - 同年終了）
- 19（2019年）

### 代表歴
- 2017 ワールド・ベースボール・クラシック・メキシコ代表